# 矢野きよ実の無敵な日曜日
『矢野きよ実の無敵な日曜日』（やのきよみの むてきなにちようび）はエフエム愛知（@FM）にて2022年7月3日から9月25日の毎週日曜6:45-7:00に生放送された、音楽トーク番組。
同番組の基は2019年4月から2022年6月26日の日曜7:30-7:55に生放送されていた『矢野きよ実の上出来ラジオ』だったが、これが事実上時間枠を移動・15分に短縮する形でのリニューアルとなった。
この番組では主に邦楽関係のゲストを1-2週ずつ招き、書道家・矢野きよ実とともにその人柄や最新の楽曲などを紹介してもらった。このゲストコーナーは事前収録で15分に収まり切れないトークも多数あったため、スマートフォンのインターネットラジオアプリ・AuDeeで、生放送終了後の日曜7時以後に完全版を収録したものを配信した。